# تشين لينك (سلسلة كتل)
تشين لينك (بالإنجليزية: Chainlink)‏هو عبارة عن سلسلة كتل أوراكل لامركزية مبنية على شبكة إيثريوم. تأسست في عام 2017 من قبل سيرجي نازاروف وستيف إليس، بالمشاركة مع الأستاذ بجامعة كورنيل آري جويلز، تعمل شبكة تشين لينك كجسر بين سلسلة الكتل والبيئات الأخرى خارج السلسلة. أطلقت الشبكة رسميًا في عام 2019.